# La Rencontre imprévue (Gluck)
Pour les articles homonymes, voir La Rencontre imprévue.
Les Pèlerins de la Mecque ou la Rencontre imprévue Wq. 32 est une comédie mêlée d'ariettes (nom généralement donné à l'opéra comique à cette époque), que Christoph Willibald Gluck composa en 1763 sur un livret de L.H. Dancourt inspiré de la pièce Les Pèlerins de la Mecque de 1726 écrite par Alain-René Lesage et Jacques-Philippe d'Orneval. La mort d'Isabelle de Bourbon-Parme, épouse de l'archiduc, entraîna une révision du texte pour dédramatiser la mort feinte par laquelle la princesse Rézia éprouve son bien-aimé. Après une première répétition de la première version le 31 octobre 1763, la seconde version de l'œuvre fut interprétée sous le titre Ali et Rézia ou la Rencontre imprévue au Burgtheater de Vienne le 7 janvier 1764 et fut souvent reprise sous le titre Die Pilger von Mekka (Les Pèlerins de la Mecque, mais la version originale n'eut sa première qu'en 1990.
Haydn adapta La Rencontre imprévue et l'accompagna d'une nouvelle musique dans L'incontro improvviso (en) (1775), et la reprise de la version de Gluck en 1780 a sans doute inspiré l'intrigue de L'Enlèvement au sérail de Mozart. En 1784, Mozart écrit une série de variations pour piano (K.455) sur Unser dummer Pöbel meint, basé sur l'air Les hommes pieusement de Calender. En 1887, Tchaïkovski orchestra ces variations pour former le dernier mouvement de sa Suite no 4, dite Mozartiana.

## Rôles
| Rôle                                                             | Voix            | Distribution à la première, le 7 janvier 1764 |
| ---------------------------------------------------------------- | --------------- | --------------------------------------------- |
| Ali, prince de Balzora                                           | ténor           | Godard                                        |
| Osmin, esclave d'Ali                                             | ténor           | Pierre-Nicolas Oyez                           |
| Rézia, bien-aimée d'Ali, favorite du sultan                      | soprano         |                                               |
| Amine, Balkis et Dardanée, suivantes au harem                    | soprani         |                                               |
| Vertigo, peintre                                                 | basse           |                                               |
| Le calender, derviche                                            | basse chantante |                                               |
| Le sultan d'Égypte                                               | ténor           |                                               |
| Un chef de caravane                                              | basse           |                                               |
| Morachin                                                         | rôle parlé      |                                               |
| Banou                                                            | rôle parlé      |                                               |
| Suite et garde du sultan, esclaves de Rézia, plusieurs portefaix |                 |                                               |

## Source
- (en) Cet article est partiellement ou en totalité issu de l’article de Wikipédia en anglais intitulé « La rencontre imprévue » (voir la liste des auteurs).